# 米佩魯區

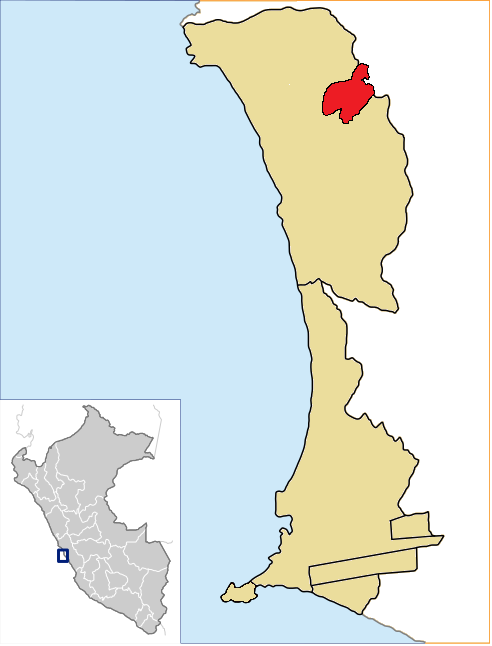

11°51′15″S 77°7′21″W / 11.85417°S 77.12250°W
米佩魯區（西班牙語：Distrito de Mi Perú），是秘魯的一個區，位於該國西部卡亞俄大區的卡亞俄省，始建於2014年5月17日，面積2.47平方公里，海拔高度34米，2014年人口51,522，人口密度每平方公里21,000人。